# بونيفاس تورويتيش كيبروب
بونيفاس تورويتيش كيبروب (بالإنجليزية: Boniface Toroitich Kiprop)‏ مواليد 12 أكتوبر 1985، هو عداء مسافات طويلة أوغندي. مثل بلاده في الأولمبياد. فاز بالميدالية الذهبية في دورة ألعاب الكومنولث.

## روابط خارجية
- بونيفاس تورويتيش كيبروب على موقع الاتحاد الدولي لألعاب القوى (الإنجليزية)
- بونيفاس تورويتيش كيبروب على موقع أوليمبيديا (الإنجليزية)
- بونيفاس تورويتيش كيبروب على موقع اتحاد ألعاب الكومنولث (مؤرشف) (الإنجليزية)